# Philippe Massu
Pour les articles homonymes, voir Massu.
Philippe Massu, né le 18 septembre 1952 à Paris et mort le 13 juin 2013 au large de Belle-Île-en-Mer, est un skipper français.

## Carrière
Il fait partie de l'équipage français participant à la course de Soling aux Jeux olympiques d'été de 1984 à Los Angeles.
Il remporte en février 2006 la course Transquadra en solitaire, et juillet 2012 la course au large Pornic-Gijón-Pornic.
Alors qu'il participe à une régate de nuit de la Course des Iles entre l'île de Noirmoutier et Port-Haliguen le 13 juin 2013 et que la mer est agitée, son bateau Firsty heurte un rocher vers 2 heures du matin et est complètement détruit. Son corps est retrouvé dans la journée,.